# Niviventer confucianus
Niviventer confucianus — вид пацюків (Rattini), поширений у Китаї, пн. М'янмі, пн.-зх. Таїланді, крайньому пн.-зх. В'єтнаму.

## Морфологічна характеристика
Довжина голови й тулуба від 125 до 170 мм, довжина хвоста від 150 до 220 мм, довжина лапи від 28 до 32 мм, довжина вуха від 20 до 23 мм. Волосяний покрив м'який і колючий. Колір спинної частини варіюється від червонувато-коричневого до коричнювато-сірого, а черевні частини блідо-жовтувато-білі, з жовтуватим плямою в центрі грудей. Боки яскраві жовтувато-коричневі. Лапи довгі й тонкі. Хвіст довший від голови й тулуба, він темно-коричневий зверху, білий знизу і закінчується невеликим пучком білого волосся. Число хромосом 2n = 46 FN = 54-62.

## Середовище проживання
Мешкає в гірських мохових лісах Таїланду, а в Китаї — в різних середовищах, від лісів до культурних територій. Він присутній на висоті від 150 до 4000 метрів над рівнем моря.

## Спосіб життя
Це переважно нічний і наземний вид.